# 929년

## 연호
- 후당(後唐) 천성(天成) 4년
- 요(遼) 천현(天顯) 4년
- 후백제(後百濟) 정개(政開) 30년
- 고려(高麗) 천수(天授) 12년
- 일본(日本) 엔초(延長) 7년
- 남한(南漢) 대유(大有) 2년
- 양오(楊吳) 건정(乾貞) 3년 / 대화(大和) 원년
- 오월(吳越) 보정(寶正) 4년

## 기년
- 후당(後唐) 명종(明宗) 4년
- 요(遼) 태종(太宗) 3년
- 신라(新羅) 경순왕(景順王) 3년
- 고려(高麗) 태조(太祖) 12년
- 후백제(後百濟) 견훤(甄萱) 정개 38년

## 사망
- 10월 7일 - 샤를 3세, 프랑스의 군주.
- 고려(高麗)의 무신(武臣) 김홍술(金洪術)